# Přehled vítězů československé hokejové ligy

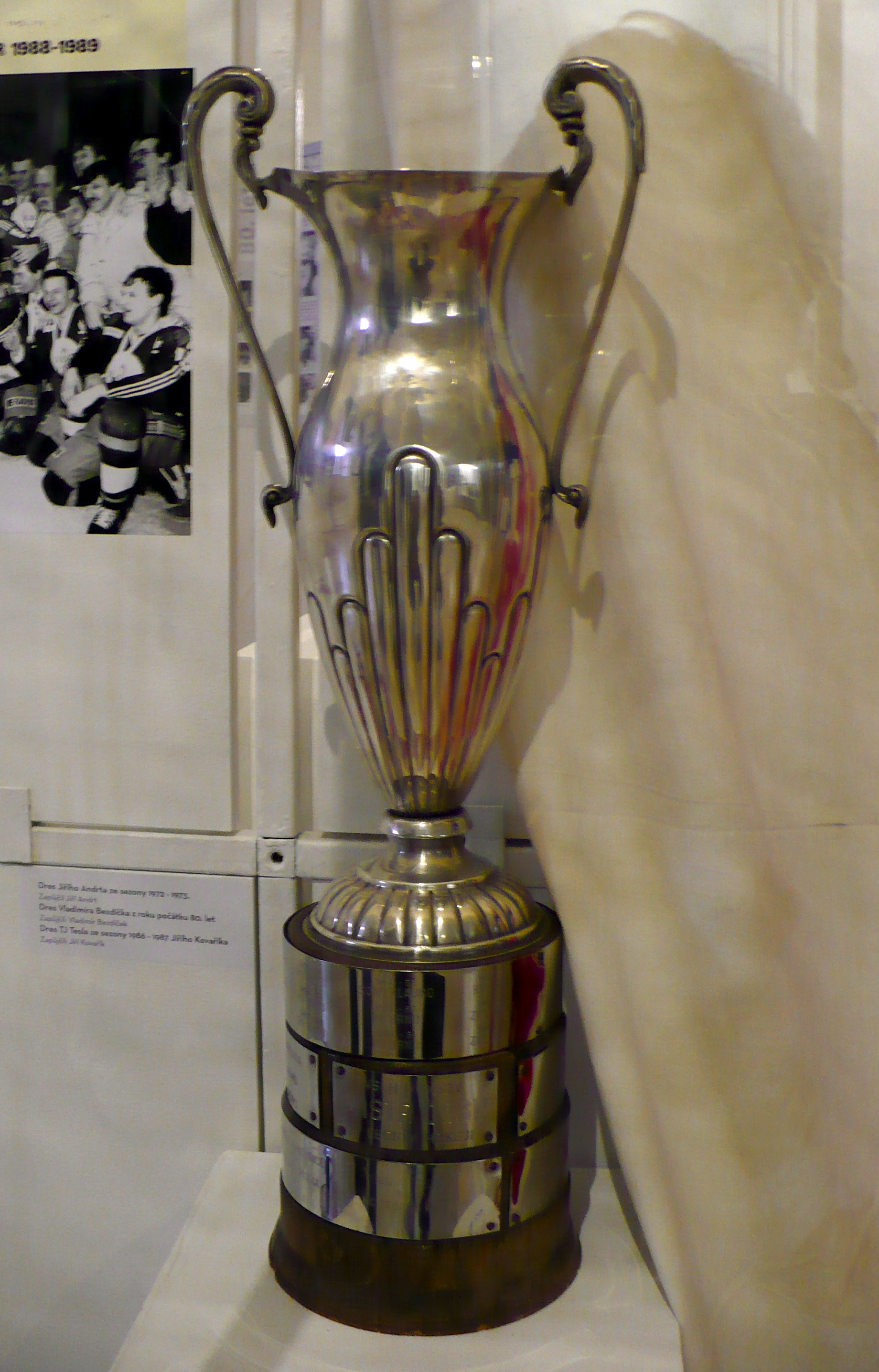
Pohár pro mistra Československa v ledním hokeji

Tento přehled vítězů československé hokejové ligy uvádí hokejová mužstva, která v období 1936 až 1993 zvítězila v některém z 50. ročníků československé hokejové ligy a získala titul mistr Československa. Tento titul získalo celkem 12 mužstev a nejúspěšnější byl tým Dukla Jihlava, který získal 12 titulů.

## Československá liga
| Ročník | Sezona  | Vítěz                  |  | Ročník | Sezona  | Vítěz                |
| ------ | ------- | ---------------------- |  | ------ | ------- | -------------------- |
| 1.     | 1936/37 | LTC Praha              |  | 26.    | 1968/69 | Dukla Jihlava        |
| 2.     | 1937/38 | LTC Praha              |  | 27.    | 1969/70 | Dukla Jihlava        |
| 3.     | 1945/46 | LTC Praha              |  | 28.    | 1970/71 | Dukla Jihlava        |
| 4.     | 1946/47 | LTC Praha              |  | 29.    | 1971/72 | Dukla Jihlava        |
| 5.     | 1947/48 | LTC Praha              |  | 30.    | 1972/73 | Tesla Pardubice      |
| 6.     | 1948/49 | LTC Praha              |  | 31.    | 1973/74 | Dukla Jihlava        |
| 7.     | 1949/50 | ATK Praha              |  | 32.    | 1974/75 | SONP Kladno          |
| 8.     | 1950/51 | SKP České Budějovice   |  | 33.    | 1975/76 | SONP Kladno          |
| 9.     | 1951/52 | VŽKG Ostrava           |  | 34.    | 1976/77 | SONP Kladno          |
| 10.    | 1952/53 | Spartak Praha Sokolovo |  | 35.    | 1977/78 | SONP Kladno          |
| 11.    | 1953/54 | Spartak Praha Sokolovo |  | 36.    | 1978/79 | HC Slovan Bratislava |
| 12.    | 1954/55 | Rudá Hvězda Brno       |  | 37.    | 1979/80 | Poldi Kladno         |
| 13.    | 1955/56 | Rudá Hvězda Brno       |  | 38.    | 1980/81 | TJ Vítkovice         |
| 14.    | 1956/57 | Rudá Hvězda Brno       |  | 39.    | 1981/82 | Dukla Jihlava        |
| 15.    | 1957/58 | Rudá Hvězda Brno       |  | 40.    | 1982/83 | Dukla Jihlava        |
| 16.    | 1958/59 | SONP Kladno            |  | 41.    | 1983/84 | Dukla Jihlava        |
| 17.    | 1959/60 | Rudá Hvězda Brno       |  | 42.    | 1984/85 | Dukla Jihlava        |
| 18.    | 1960/61 | Rudá Hvězda Brno       |  | 43.    | 1985/86 | VSŽ Košice           |
| 19.    | 1961/62 | Rudá Hvězda Brno       |  | 44.    | 1986/87 | Tesla Pardubice      |
| 20.    | 1962/63 | ZKL Brno               |  | 45.    | 1987/88 | VSŽ Košice           |
| 21.    | 1963/64 | ZKL Brno               |  | 46.    | 1988/89 | Tesla Pardubice      |
| 22.    | 1964/65 | ZKL Brno               |  | 47.    | 1989/90 | Sparta Praha         |
| 23.    | 1965/66 | ZKL Brno               |  | 48.    | 1990/91 | Dukla Jihlava        |
| 24.    | 1966/67 | Dukla Jihlava          |  | 49.    | 1991/92 | Dukla Trenčín        |
| 25.    | 1967/68 | Dukla Jihlava          |  | 50.    | 1992/93 | Sparta Praha         |

## Počet titulů
| Počet titulů | Klub                   | Sezóny |
| ------------ | ---------------------- | --- |
| 12           | Dukla Jihlava          | 1966/67, 1967/68, 1968/69, 1969/70, 1970/71, 1971/72, 1973/74, 1981/82, 1982/83, 1983/84, 1984/85, 1990/91 |
| 11           | Kometa (ZKL, RH) Brno  | 1954/55, 1955/56, 1956/57, 1957/58, 1959/60, 1960/61, 1961/62, 1962/63, 1963/64, 1964/65, 1965/66          |
| 6            | LTC Praha              | 1936/37, 1937/38, 1945/46, 1946/47, 1947/48, 1948/49                                                       |
| 6            | Poldi (SONP) Kladno    | 1958/59, 1974/75, 1975/76, 1976/77, 1977/78, 1979/80                                                       |
| 4            | Sparta (Spartak) Praha | 1952/53, 1953/54, 1989/90, 1992/93                                                                         |
| 3            | Tesla Pardubice        | 1972/73, 1986/87, 1988/89                                                                                  |
| 2            | TJ Vítkovice (VŽKG)    | 1951/52, 1980/81                                                                                           |
| 2            | VSŽ Košice             | 1985/86, 1987/88                                                                                           |
| 1            | ATK Praha              | 1949/50 |
| 1            | SKP České Budějovice   | 1950/51 |
| 1            | Dukla Trenčín          | 1991/92 |
| 1            | Slovan Bratislava      | 1978/79 |